# Formica montana
Formica montana är en myrart som beskrevs av Wheeler 1910. Formica montana ingår i släktet Formica och familjen myror. Inga underarter finns listade i Catalogue of Life.

## Bildgalleri

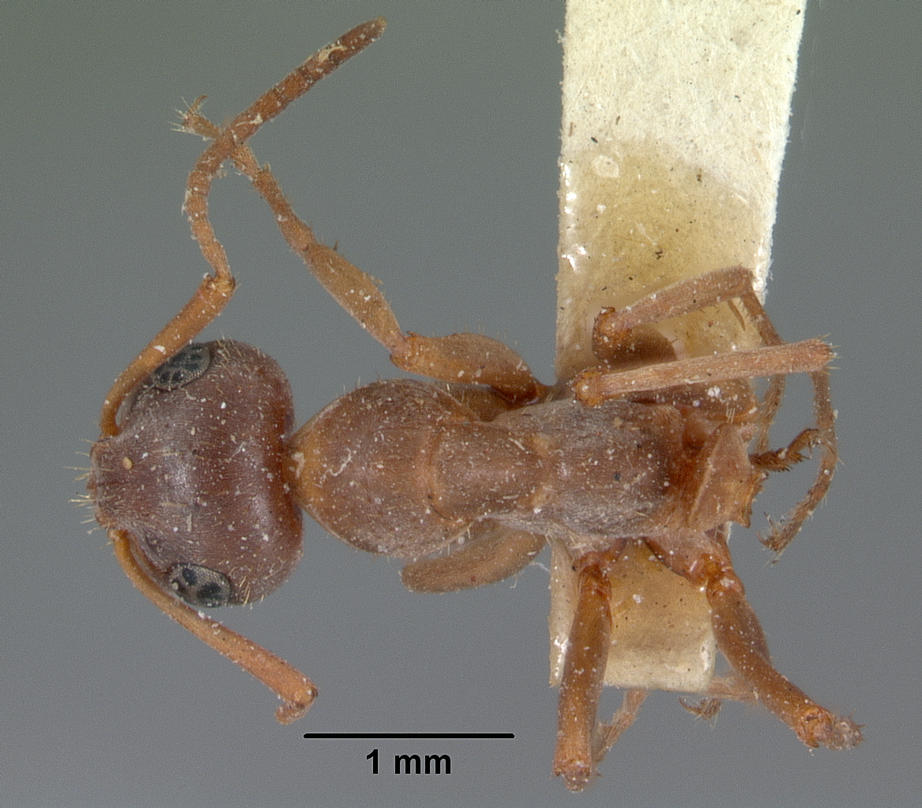
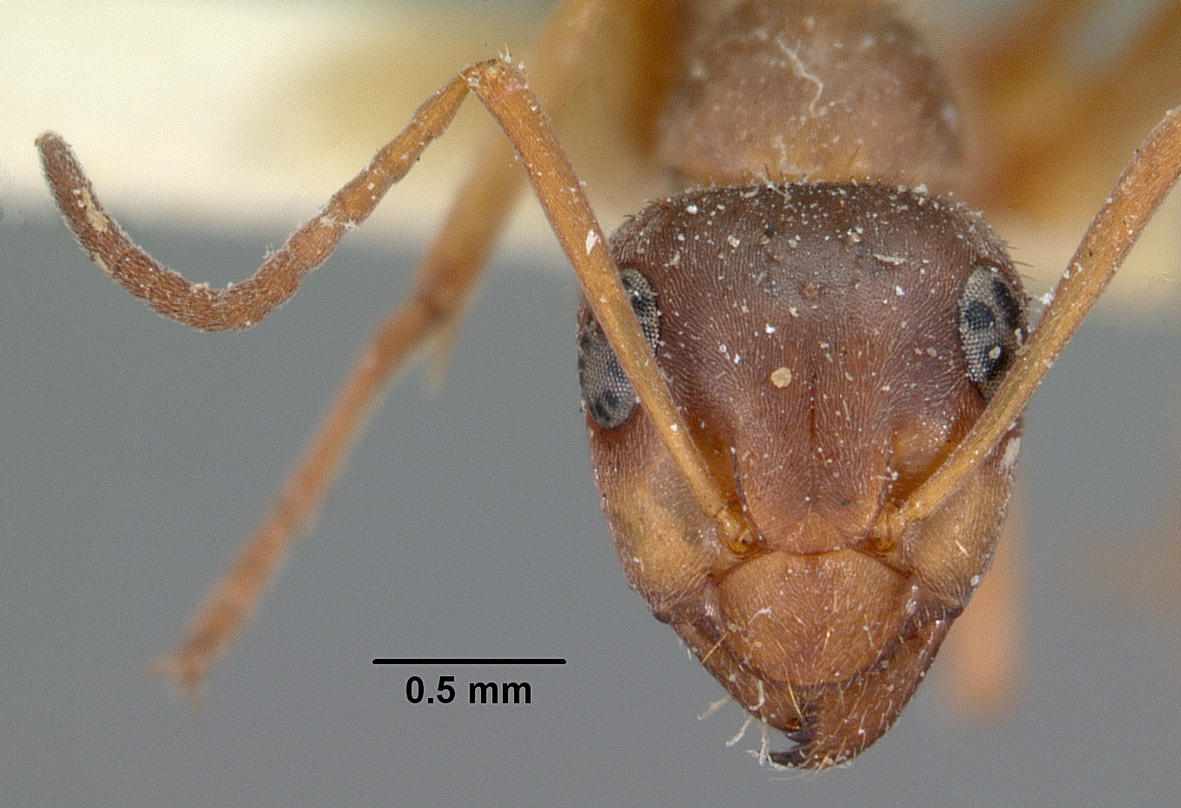
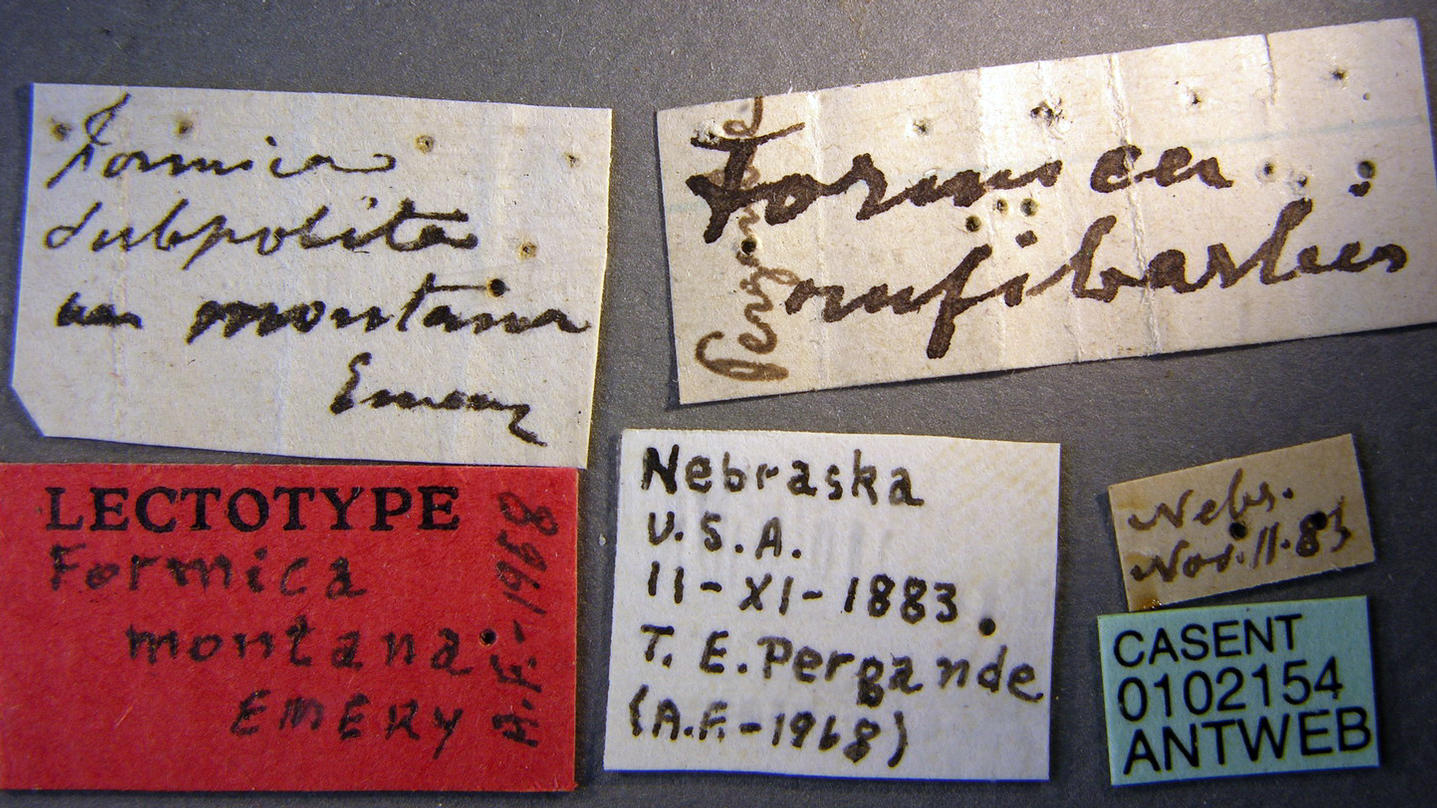
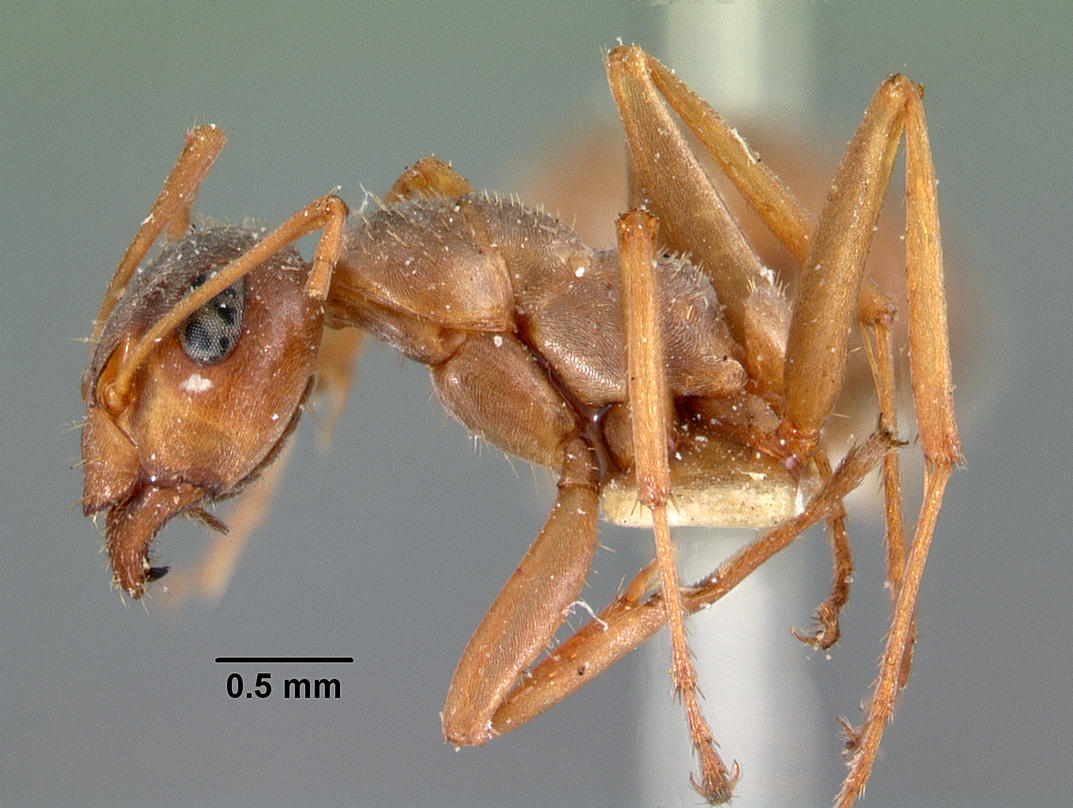
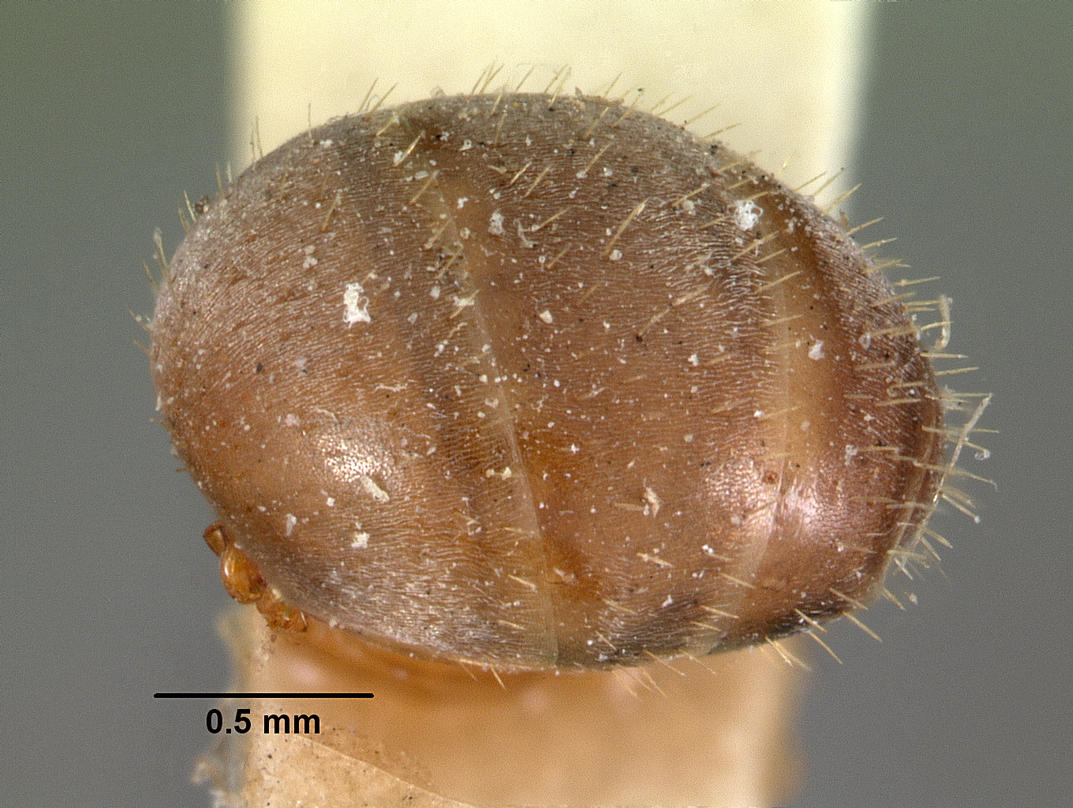
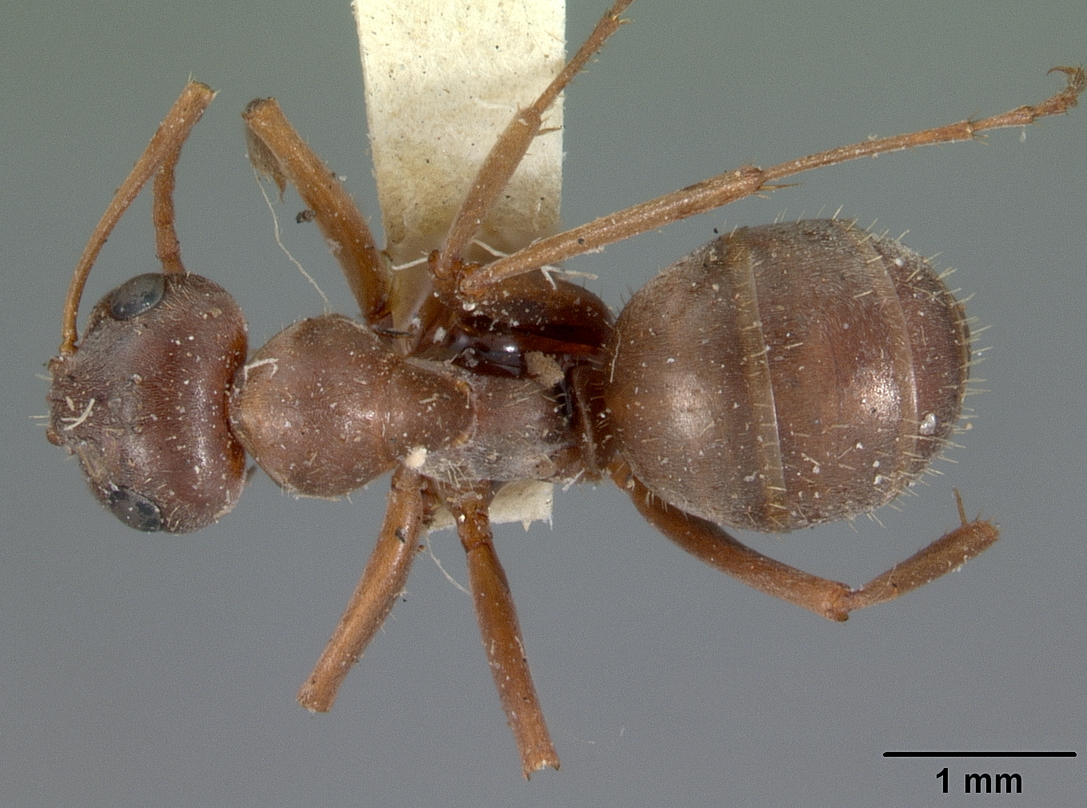